# Carl Rudolph Krafft
Carl Rudolph Krafft (* 23. August 1884 in Reading, Ohio; † 1938) war ein US-amerikanischer Landschaftsmaler.
In den frühen 1900er Jahren ging er nach Chicago, wo er am Chicago Art Institute studierte.
Er unterhielt ein Atelier in Oak Park (Illinois), von dem aus er Reisen nach Brown County (Indiana) unternahm und Landschaften und Seenlandschaften malte. Am verbundensten war er jedoch den Ozark Mountains, die er 1912 erstmals besuchte, und die er dann für den Rest seines Lebens malte.
1914 gründete er zusammen mit Rudolph F. Ingerle die Society of Ozark Painters in Springfield, MO.